# Tarchan
Tarchan (Engels: Tarkhan) is de moderne naam van een groot grafveld in Egypte. De begraafplaats ligt op ongeveer 50 km ten zuiden van Caïro in de buurt van de dorpen Kafr Ammar en Kafr Turki.
Tarchan is het tot op heden grootste onderzochte grafveld uit de periode van de vereniging van Egypte.

## Ontdekking en datering
Tarchan werd van 1911 tot 1912 opgegraven door Flinders Petrie, die meer dan 2000 graven vond. Een groot deel daarvan dateert in de tijd rond 3000 v.Chr. Er zijn begrafenissen uit het Oude Rijk, eerste tussenperiode, derde tussenperiode, late periode en Grieks-Romeinse periode. Daarentegen waren het Midden- en het Nieuwe Rijk slechts door een paar graven vertegenwoordigd.

## Graven
In Tarchan bevonden zich drie grote mastabas met een paleisfaçade van de 1e dynastie, en talloze eenvoudigere begrafenissen van de voorafgaande vroeg-dynastieke periode. Het kan worden vermoed dat zich in de buurt een grote stad bevond, die bloeide aan het begin van de Egyptische geschiedenis, maar in de loop van de 1e dynastie aan belang verloor.
De meeste graven bestonden uit eenvoudige kuilen. De doden werden meestal begraven als hurkgraf. Grafgiften bestonden uit aardewerk, sieraden voor vrouwen, en wapens en gereedschap voor mannen. De conserveringsvoorwaarden voor organische materialen op het terrein zijn relatief goed. Zo vond men vele, soms vrij eenvoudige, houten grafkisten, maar ook meubels en houten vaatwerk. In een van de grote mastaba's werd een depot van grafrovers ontdekt, dat voornamelijk linnen bevatte. Hieronder bevond zich het mogelijkst oudste bewaarde kledingstuk van Egypte.
Uit het Oude Rijk stammen een aantal onversierde mastabas. In de late periode werd hier een tempel gebouwd, die ongedecoreerd is en dus niet aan een specifieke god kan worden toegewezen. Uit de Romeinse periode vond men een mummieportret.

### Graf 414
Graf 414 dateert van de overgang naar de 1e dynastie. De grafkamer is ongeveer 1,67 × 3,55 × 1,8 m groot en was bedekt met leemstenen. Het is het grootste graf in Tarchan uit deze periode en moet een belangrijk persoon hebben toebehoord. Er zijn geen resten van een bovenbouw gevonden. De grafkamer werd leeggeroofd, maar er bevond zich nog een groot vaatwerk met gekerfd inschrift en talrijke zegelafdrukken. Hieronder bevindt zich de naam van koning Narmer, zodat kan worden aangenomen dat de eigenaar onder deze heerser stierf. Een zegel toont een paleisfaçade gekroond met een runderkop. Naast deze constructie worden krokodillen getoond. Günter Dreyer zag hierin het zegel van een koning krokodil. Deze interpretatie wordt niet door alle Egyptologen erkend, en er wordt meestal aangenomen dat dit het zegel van een Sobektempel was.

### Mastaba 1060
Mastaba 1060 is de grootste en oudste mastaba in Tarchan, en werd mogelijk onder koning Djet gebouwd. De constructie is 34 x 15,6 m groot en toont ongeveer 10 niches aan de langszijden. Het exacte aantal is niet zeker, omdat de mastaba aan de uiteinden niet goed bewaard gebleven is. Binnenin zijn er 14 kamers waarin misschien grafgiften werden ondergebracht. In het midden bevindt zich de ondergrondse grafkamer, met aan elke smalle zijde twee secundaire kamers, die zonder deur waren, maar wel symbolische deuren naar de grafkamer hadden. De niches van de paleisfaçade waren ooit rood geschilderd, met uitzondering van één niche, welke een houten vloer bezat. Misschien bevond zich hier ooit een stele, het is tenminste zeker een offerplaats. Rond de Mastaba bevond zich een muur. De naam van de oorspronkelijke eigenaar is onbekend.
- Library of Congress Control Number: sh99014276
- Nationale Bibliotheek van Israël: 987007558982805171